# Volkersdorf (Wachenroth)
Volkersdorf ist ein Gemeindeteil des Marktes Wachenroth im Landkreis Erlangen-Höchstadt (Mittelfranken, Bayern). Volkersdorf liegt in der Gemarkung Wachenroth.

## Geografie
Der Weiler liegt an der Reichen Ebrach etwas westlich von Wachenroth und ist von Acker- und Grünland umgeben. Die Staatsstraße 2260 verläuft an Güntersdorf vorbei nach Elsendorf (2,7 km westlich) bzw. nach Wachenroth (0,8 km östlich).

## Geschichte
Der Ort wurde im Würzburger Lehenbuch von 1303 als „Volkacdorf“ erstmals urkundlich erwähnt. Die beiden Höfe waren als Lehen an Heinrich von Rore und Heinrich von Limbach vergeben. Neben Würzburg waren auch das Hochstift Bamberg und die Herren von Hohenlohe Lehnsherren. Im Bamberger Urbar von 1348 sind fünf Lehensträger verzeichnet: Heinrich Purchreutter, Heinrich Teuber, Konrad Tauber nebst einem Schmied und einem Müller. Im hohenlohischen Lehenbuch von 1372 wurde ein Gut in „Volkerstorf“ aufgeführt, das einem „Newpawer“ verliehen war. Ursprünglich war das Kloster Kitzingen im Ort mit zwei zehntfreien Lehen begütert. 1444 kaufte diese der Dorf- und Gotteshausmeister zu Wachenroth für die dortige Frühmesse.
Gegen Ende des 18. Jahrhunderts gab es in Volkersdorf 8 Anwesen und ein Gemeindehirtenhaus. Das Hochgericht übte das bambergische Centamt Wachenroth aus. Die Dorf- und Gemeindeherrschaft hatte das Kastenamt Wachenroth. Grundherren waren das Kastenamt Wachenroth (2 Höfe, 1 Mühle, 2 Häuser) und die Pfarrei Wachenroth (2 Sölde). 1802 gab es im Ort weiterhin 8 Anwesen.
Im Rahmen des Gemeindeedikts wurde Volkersdorf dem 1808 gebildeten Steuerdistrikt Wachenroth und der im selben Jahr gebildeten Ruralgemeinde Wachenroth zugewiesen.

### Baudenkmäler
- Haus Nr. 1: Wohnstallhaus
- Haus Nr. 3: Wohnstallhaus
- Bildstock

### Einwohnerentwicklung
| Jahr      | 001819 | 001861 | 001871 | 001885 | 001900 | 001925 | 001950 | 001961 | 001970 | 001987 | 002020 |
| Einwohner | 60     | 66     | 72     | 58     | 56     | 48     | 57     | 39     | 44     | 39     | 26     |
| Häuser    |        |        |        | 9      | 10     | 8      | 8      | 8      |        | 8      |        |
| Quelle    | [ 10 ] | [ 11 ] | [ 12 ] | [ 13 ] | [ 14 ] | [ 15 ] | [ 16 ] | [ 17 ] | [ 18 ] | [ 19 ] | [ 1 ]  |

## Religion
Der Ort ist römisch-katholisch geprägt und nach St. Gertrud (Wachenroth) gepfarrt. Die Einwohner evangelisch-lutherischer Konfession sind in die Schlosskirche (Weingartsgreuth) gepfarrt.